# 蔡得勝
蔡 得勝（さい とくしょう）は台湾の政治家・軍人（中将）。元国家安全局長。

## 経歴
澎湖県西嶼郷竹湾村出身。澎湖県立竹湾国民小学、澎湖県立馬租国民中学、台湾省立馬祖高級中学を卒業。

### 軍歴
政治作戦学校17期を卒業。1978年、政治作戦学校政治研究所67年班を首席で卒業し、国家安全局に配属された。

### 国家安全局長
国家安全局配属後、処員、専員、専門委員、組長、副処長、研究委員、処長（少将）、特派員（中将）、副局長、政務第一副局長等の職務を歴任した。情研処長在任時、薛石民局長に抜擢されて中将に昇進した。許恵祐局長時代も重用され、馬英九政権樹立後に副局長に就任した。
2009年3月、蔡朝明局長の辞任に伴い代理局長となり、同年5月1日、正式に局長に就任した。

### パーソナル
5人兄弟の長男で、次男蔡得善も国家安全局に務め、三男蔡万生は澎湖海洋生物研究中心主任、四男蔡万助は政治作戦学校教授、五男蔡万隔は金管会証期局政風主管。